# Dodonaea macrossanii
Dodonaea macrossanii är en kinesträdsväxtart som beskrevs av F. Muell. & Scortechini. Dodonaea macrossanii ingår i släktet Dodonaea och familjen kinesträdsväxter. Inga underarter finns listade i Catalogue of Life.